# Bestune B70
Bestune B70 – samochód osobowy klasy średniej produkowany pod chińską marką Bestune od 2020 roku.

## Historia i opis modelu

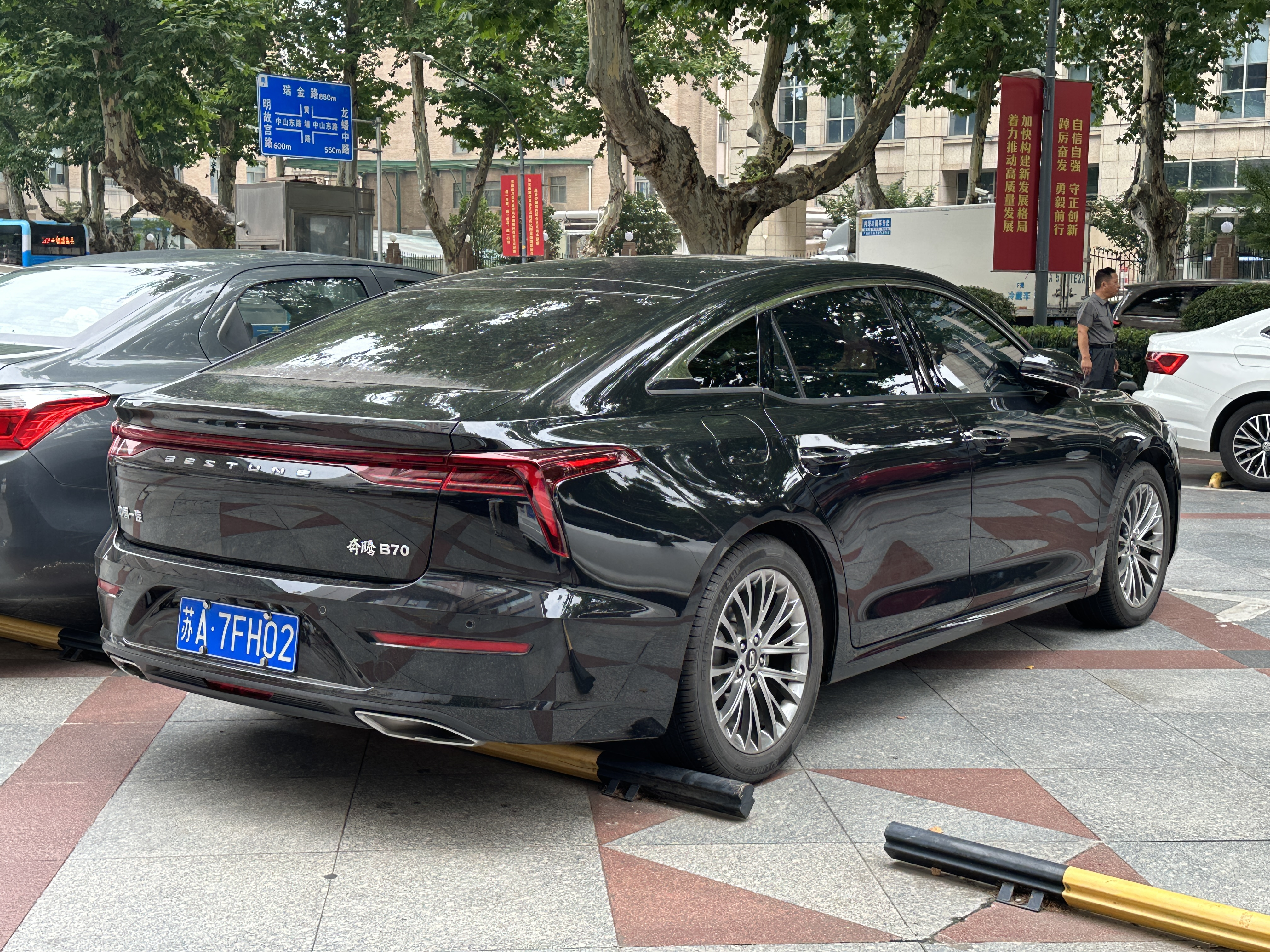
Bestune B70 - tył

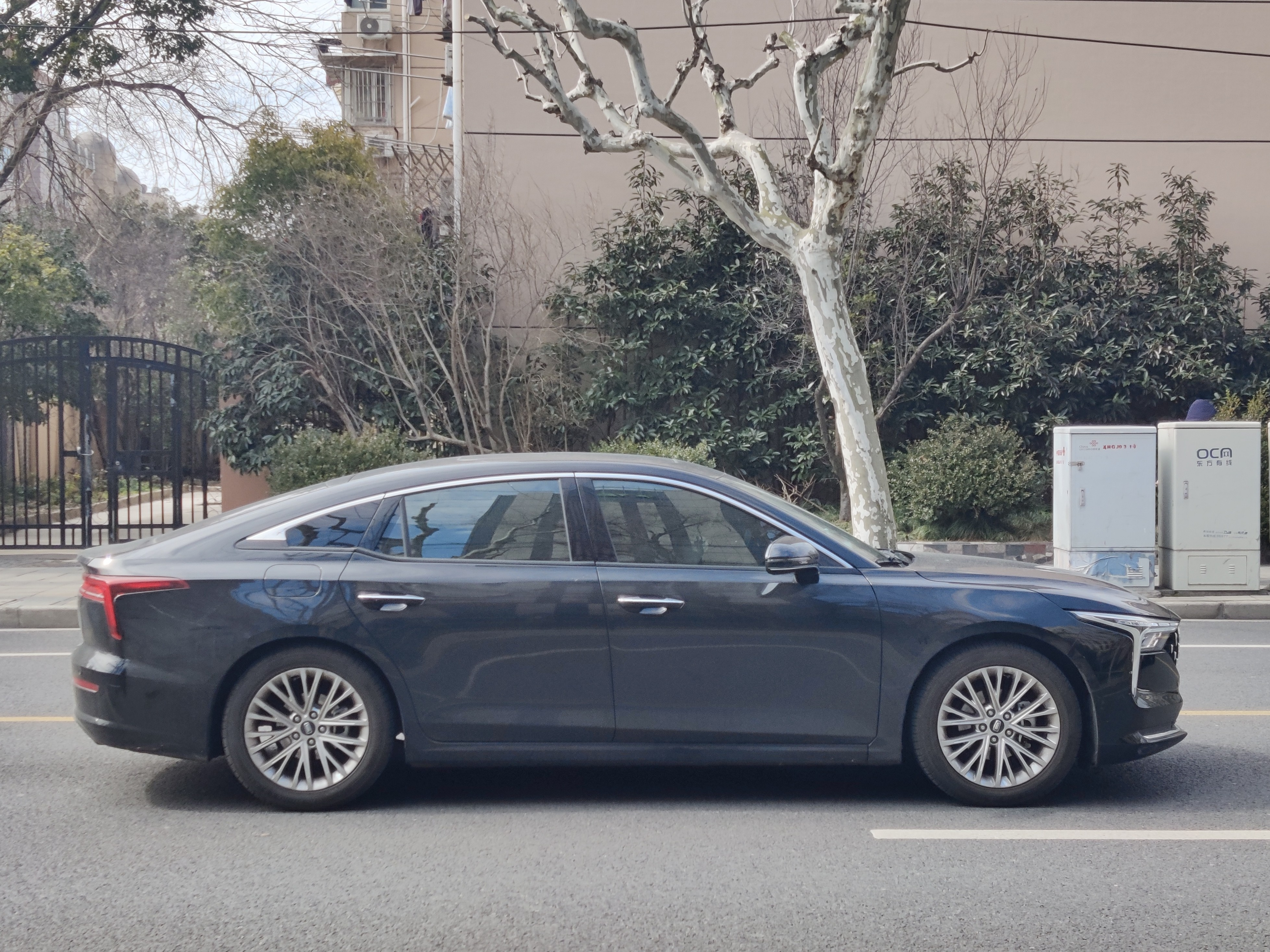
Bestune B70 - sylwetka

Po tym, jak przez pierwsze dwa lata funkcjonowania utworzonej w 2018 roku chińskiej marki Bestune jej gama była sukcesywnie poszerzana o SUV-y, we wrześniu 2020 zdecydowano się urozmaicić ofertę o pierwszy klasyczny samochód osobowy. Model B70 powstał jako nowa generacja modelu o takiej samej nazwie, który dotychczas pod postacią dwóch generacji był oferowany w ramach linii modelowej Besturn marki FAW w latach 2006–2018.
W przeciwieństwie do poprzednika, Bestune B70 przyjął postać nie 4-drzwiowego sedana, lecz 5-drzwiowego liftbacka z łagodnie opadającą linią dachu w stylu pojazdów typu fastback. Pojazd zbudowano na nowej platformie koncernu FAW o nazwie FAW Modular Architecture, zyskując awangardową stylizację z trójramiennymi reflektorami w podobnym schemacie co w przypadku nowej linii modelowej Cadillaka. Przednie oświetlenie wykonano w technologii Matrix LED.
Podobnie jak w przypadku nadwozia, także i w kabinie pasażerskiej znalazły się chromowane akcenty i nieregularne formy. Deskę rozdzielczą przyozdobiły trzy wyświetlacze, pełniące kolejno funkcję zegarów, ekrana systemu multimedialnego oraz panelu klimatyzacji z charakterystyczną imitacją pokręteł. Gamę jednostek napędowych utworzył z kolei tylko jeden, turbodoładowany czterocylindrowy silnik benzynowy o pojemności 1,5-litra i mocy maksymalnej 169 KM.

### Lifting
W listopadzie 2023 zaprezentowano głęboko zmodernizowane B70. Samochód utrzymano w nowej estetyce firmy, ze smuklej ukształtowanmi reflektorami tworzonymi odtąd przed podwójne klosze. Osłona chłodnicy została osadzona niżej, zyskując chromowane poprzeczki, z kolei nowe logo firmy umieszczono w pasie diod. Pionowe akcenty zniknęły także z lamp tylnych, z kolei w kabinie pasażerskiej przeprojektowano tunel środkowy, konsolę centralną i obudowę centralnego ekranu systemu multimedialnego.

### Sprzedaż
Bestune B70 powstał głównie z myślą o konkurowaniu z podobnej wielkości klasy średniej limuzynami oferowanymi na rynku chińskim przez zarówno rodzimych, jak i zagranicznych producentów. Sprzedaż pojazdu rozpoczęła się lokalnie w listopadzie 2020 roku. W 2022 roku samochód trafił do sprzedaży na rynkach Bliskiego Wschodu takich jak m.in. Zjednoczone Emiraty Arabskie czy Arabia Saudyjska.

### Silnik
- R4 1.5l Turbo